# Gaetano Marinelli
Gaetano Marinelli (Napoli, 3 giugno 1754 – ... morto dopo il 1820) è stato un compositore italiano.

## Biografia

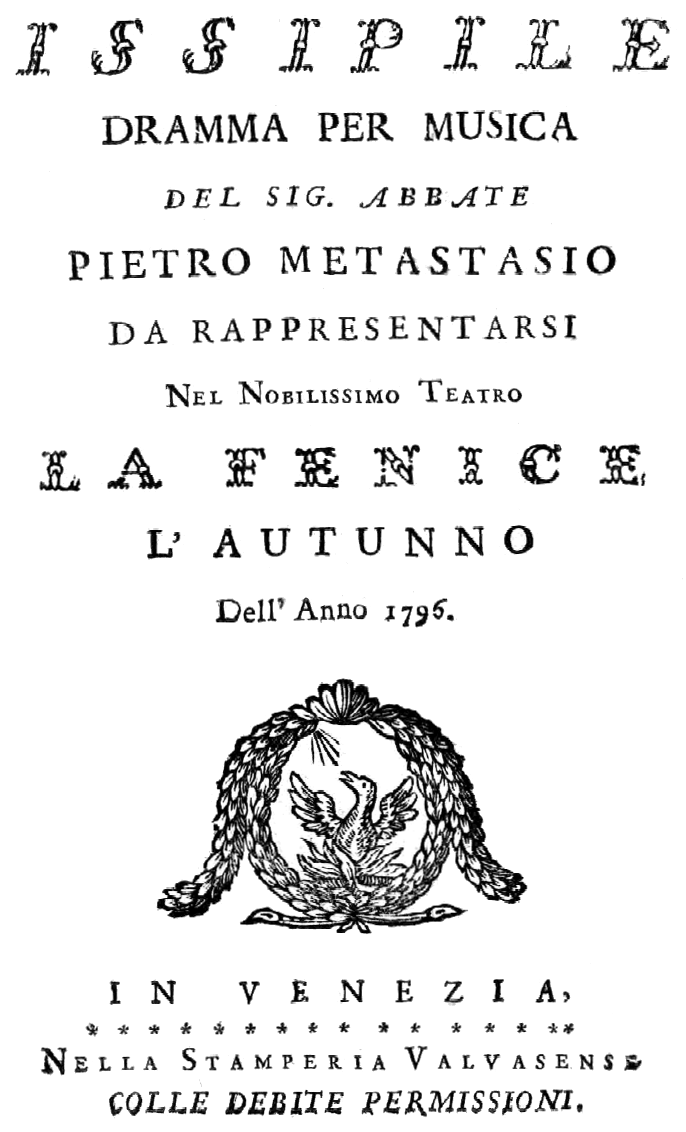

Ricevette la propria formazione musicale al Conservatorio di Santa Maria di Loreto da Gennaro Manna e Pietro Antonio Gallo e dal 1772 al Conservatorio della Pietà dei Turchini da Pasquale Cafaro e Lorenzo Fago. Nel 1776 scrisse, probabilmente come lavoro studentesco, il suo primo compito operistico, Il barone di Sardafritta; seguì nel gennaio del 1781 la sua seconda creazione, la cantata Tobia alle nozze con Sara.
Però la sua prima e vera opera buffa, I tre rivali, ossia Il matrimonio impensato, fu messa in scena al Teatro Pace di Roma durante il carnevale del 1784; seguì Gli uccellatori l'anno successivo al Teatro della Pergola di Firenze. Dopo essersi spostato a Napoli nel 1786, visse fino al 1789 a Madrid, lavorando principalmente come insegnante di canto. Tornato in Italia proseguì la sua attività d'operista: nel 1791 fu al Teatro San Carlo di Napoli la sua prima opera seria, Lucio Papirio con Brigida Giorgi Banti; seguì la spettacolare opera La vendetta di Medea, messa in scena a Venezia nel 1792. Dopo che Napoleone invase l'Italia nel 1796, la sua produzione diminuì, forse per il motivo che era spesso a Monaco al servizio del Duca di Baviera, come è iscritto ne La vendetta di Medea: all'attual servizio di S.A.R. il Duca di Baviera. Nel 1817 fu in Portogallo, dove compose una cantata per il principe Don Pedro e nel 1820 fu a Porto per insegnare canto. Dopo questo anno si perdono le sue tracce.

## Considerazioni sull'artista
Le opere di Marinelli erano molto note ai suoi contemporanei, tant'è che Carlo Gervasoni lo descrisse come un eccellente compositore con uno stile molto espressivo e innovativo. In questo ambito il suo lavoro più significativo fu La vendetta di Medea, un'opera d'ispirazione francese con finale tragico (Medea uccide i propri figli), un finale non presente nei drammi italiani.

## Lavori

### Opere
- Il barone di Sardafritta (intermezzo, 1776, Napoli)
- I tre rivali, ossia Il matrimonio impensato (intermezzo, libretto di C. A. Casini, 1784, Roma)
- Il trionfo d'Arianna (azione teatrale, libretto di P. Tagliazucchi, 1785-6, Firenze)
- La bizzarra contadina in amore (La villanella semplice) (opera buffa, libretto di Giuseppe Palomba, 1790, Napoli)
- La contadina semplice (opera buffa, 1790, Napoli)
- Gli accidenti inaspettati (dramma giocoso, libretto di Giuseppe Palomba, 1790, Napoli)
- Lucio Papirio (Quinto Fabio) (opera seria, libretto dopo Apostolo Zeno, 1791, Napoli)
- La vendetta di Medea (opera seria, 1792, Venezia)
- Amore aguzza l'ingegno (opera buffa, 1792, Napoli)
- Arminio (opera seria, libretto di Ferdinando Moretti, 1792, Teatro San Carlo di Napoli; ripresa come Germanico a Venezia nel 1797)
- Lo sposo a forza (opera buffa, libretto di Giuseppe Palomba, 1792, Napoli)
- I vecchi delusi (opera buffa, libretto di Giuseppe Palomba, 1793, Napoli)
- Attalo, re di Bittinia (opera seria, libretto di Ferdinando Casorri, 1793, Teatro San Carlo di Napoli)
- L'interesse gabba tutti (dramma giocoso, libretto di C. Mazzini, 1795, Firenze)
- I vecchi burlati (dramma giocoso, dopo Giuseppe Palomba, 1795, Venezia)
- La finta principessa (dramma giocoso, libretto di Filippo Livigni, 1796, Venezia)
- Issipile (opera seria, libretto di Pietro Metastasio, 1796, Venezia) al Teatro La Fenice con Giuseppina Grassini e Girolamo Crescentini
- Li due vecchi amanti delusi (dramma giocoso, libretto di Giuseppe Palomba, 1796, Corfu)
- Li due fratelli Castracani (dramma giocoso, 1798, Padova)
- Le quattro mogli (dramma giocoso, libretto di Giuseppe Rossi, 1799, Venezia)
- Bajazette (opera seria, libretto di Agostino Piovene, 1799, Venezia)
- La morte di Cleopatra (opera seria, libretto di Simeone Antonio Sografi, 1800, Venezia)
- Rocchetta in equivoco (farsa giocosa, libretto di Giuseppe Maria Foppa, 1802, Venezia)
- Il concorso delle spose, ovvero Il letterato alla moda (dramma giocoso, 1806, Milano)
- Lo sposo contrastato (melodramma giocoso, 1808, Milano)
- Il trionfo d'amore (1808, Cremona)
- Alessandro in Efeso (opera seria, libretto di Francesco Marconi, 1810, Milano)
- I quattro rivali in amore (commedia, 1810, Milano)
- L'equivoco fortunato (azione comica, libretto di Luigi Prividali, 1811, Teatro alla Scala di Milano)

### Opere dubbie
- La semplice ad arte (opera buffa, libretto di C. A. Casini, 1783, Roma)
- I diversi accidenti (libretto di G. Artusi, 1804, Venezia)

### Altri lavori
- Tobia alle nozze con Sara (cantata, 1781)
- Cantata per il matrimonio del principe Don Pedro (1817)
- Stabat mater per 2 soprani, basso e strumenti